# 克里斯蒂娜·里希特
克里斯蒂娜·里希特（德語：Kristina Richter，1946年10月24日—），旧姓霍赫穆特（Hochmuth），德国女子手球运动员。她曾代表东德参加1976年和1980年夏季奥林匹克运动会手球比赛，获得一枚银牌和一枚铜牌。